# Кървавица
Кървавица (на немски: Blutwurst; на английски: black pudding; на полски: kaszanka; на хърватски: krvavica) е вид наденица, приготвена от прясно изцедена животинска кръв и различни видове месо.
В българската национална кухня се приготвя от свинска кръв, месо, субпродукти (бял дроб, гръклян, сърце, черен дроб), лук, сол, черен пипер, бахар, варен ориз (слага се само в определени видове), кимион, карамфил, като след омесването се пълни в свински или говежди черва.
Завързаните в краищата кървавици се надупчват и варят. Могат да се консумират както топли, така и студени. В българската национална кухня се използват в приготвянето на различни ястия (със зрял боб, с кисело зеле и др.).